# История наркотиков

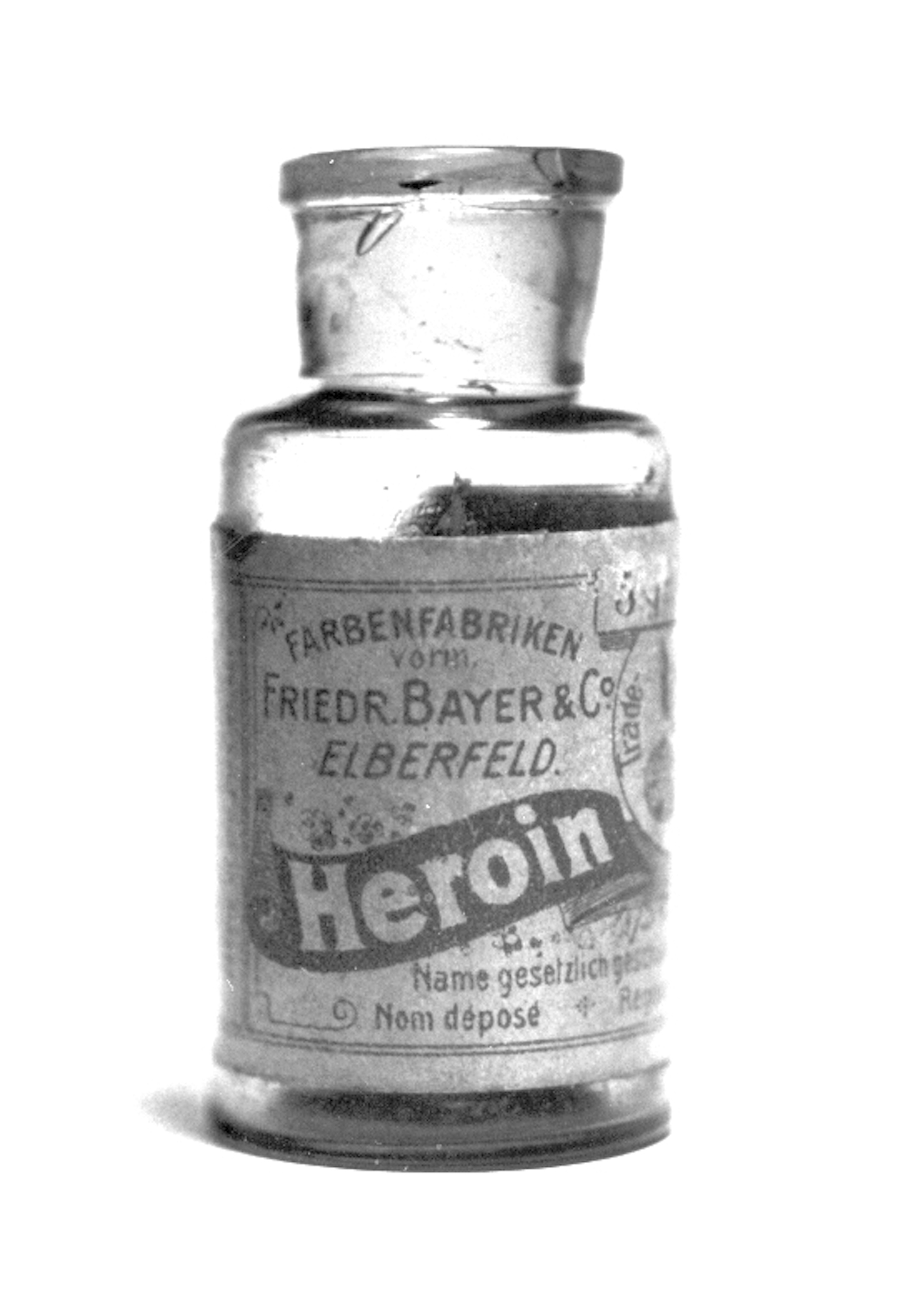
5 граммов героина, легально продававшегося в аптеках

История употребления наркотических препаратов восходит к цивилизации шумеров, за 5 тысяч лет до нашей эры. Именно в раскопках тех времен были найдены первые письменные упоминания о приготовлении и употреблении опиума, который они называли «я», что значит «радость».
К третьему тысячелетию до нашей эры позднейшая традиция относила лечебник китайского императора Шэнь-нуна о применении гашиша как «лекарства от рассеянности, кашля и поноса», скифы употребляли конопляные семя и опиум. Значительную древность имеют и погребальные комплексы южноамериканских индейцев, изображавшие на стенах людей, жующих листья коки.
Наркотики как вещества, изменяющие состояние человека, были известны и древним грекам, и древним римлянам. Кроме того, греческая культура дала название препарату, приготовляемому из млечного сока засохших головок мака — слово «όπιο» («опиум») в переводе с греческого означает «сок».
Римские врачи I века нашей эры очень хорошо относились к опиуму, применяя его для лечения различных заболеваний. С авторитетом римского врача Клавдия Галена (129—201 годы), восторженно относившегося к опиуму, некоторые историки связывают чрезвычайную популярность опиума в Риме в начале первого тысячелетия.
Любопытным историческим свидетельством можно считать записки римского военачальника Плиния (коменданта крепости Трир в западной Германии). В своем письме в Рим он жаловался на употребление солдатами выварки горькой полыни — «абсинтум», после которого «ходят как в дурмане». По всей видимости, речь идет о подобии напитка «Абсент», бывшего чрезвычайно модным во Франции XIX века.

## Опиумные войны

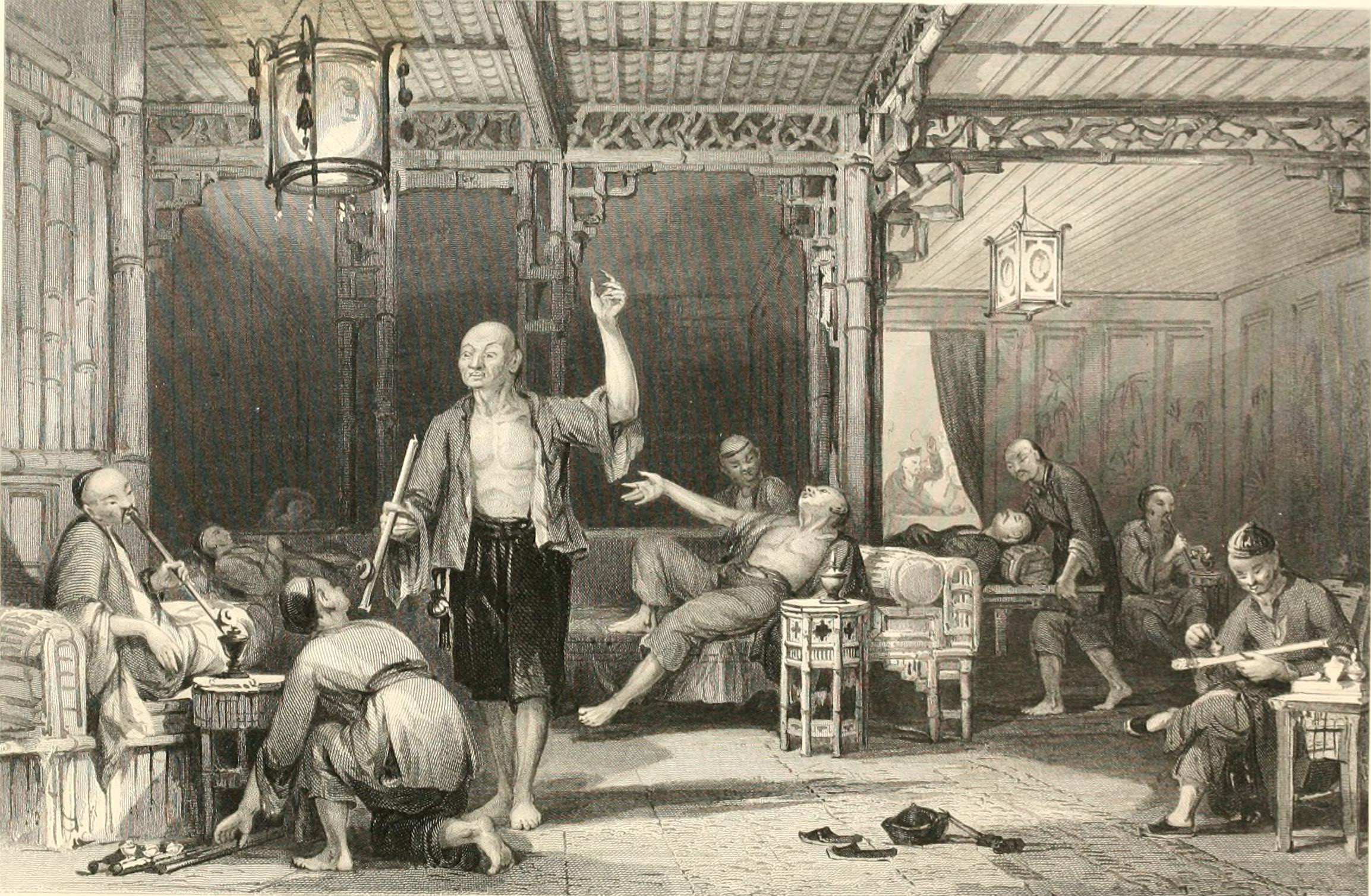
Китайские курильщики опиума, 1858

Следующее упоминание опиума в человеческой истории имеется в описании попыток колонизации Китая Великобританией. Именно тогда, по многочисленным историческим свидетельствам, Англия наладила массированную поставку наркотика на территорию Китая, вывозя взамен материальные ценности, золото и мех. Кроме того, достигалась и побочная военная цель — разложение китайской армии, ибо курение опиума приняло в Китае поистине широкий размах.
С целью избавиться от разлагающего влияния опиума китайский император в 1839 году в Кантоне начал массированную операцию по конфискации и уничтожению запасов опиума. Колониальные суда с грузом наркотика топили в море. Это можно считать первой в истории человечества государственной антинаркотической программой. Однако такие действия китайских властей не встретили понимания у английских колонизаторов, и в ответ на такие действия Великобритания прислала колониальные войска для защиты своих судов. Столкновения на этой почве известны в истории как опиумные войны (Первая опиумная война 1840—1842 и Вторая Опиумная война 1856—1860). Китай, однако, потерпел в них поражение от колониальных войск и вынужден был подчиниться. По условиям Тяньцзиньского договора 1858 года Китай официально был вынужден согласиться импортировать опиум, но при этом мог устанавливать большие таможенные пошлины.
Победа таким путём принесла колоссальные выгоды колонизаторам и, в частности, огромные прибыли получили члены Британской королевской семьи. Очень скоро китайцы начали переориентировать своё сельское хозяйство с выращивания чая и риса на маковые плантации.
Однако в реализации антинаркотической программы в 1905 году китайское правительство приняло программу поэтапного запрета опиума, которая была реализована в течение десяти последующих лет. Борьба с наркоманией до сих пор остаётся одной из приоритетных задач государственной политики КНР — в настоящее время там одно из самых жёстких антинаркотических законодательств.

## История наркотиков по странам

### Великобритания
Широкое распространение наркотиков в Европе связывают с антиалкогольными законами, принятыми в Англии в 1840 году. Именно тогда, вследствие ограничения на продажу алкоголя, рабочие слои Англии нашли замену алкоголю в опиумных таблетках, производство и продажа которых стали процветать. Ежегодное употребление опиума в Англии в 1859 году составляло 61 тысячу фунтов, то есть приблизительно 27 с половиной тонн. По некоторым оценкам, регулярно употребляли опий в то время около 5% населения Англии. Однако общество в то время разделилось на ярых противников и сторонников употребления опиума. Сторонники, среди которых было немало представителей высшего сословия, предлагали приравнять опиум к алкоголю и установить на него высокие пошлины, тогда как противники требовали полного запрета опиума и продуктов его переработки.

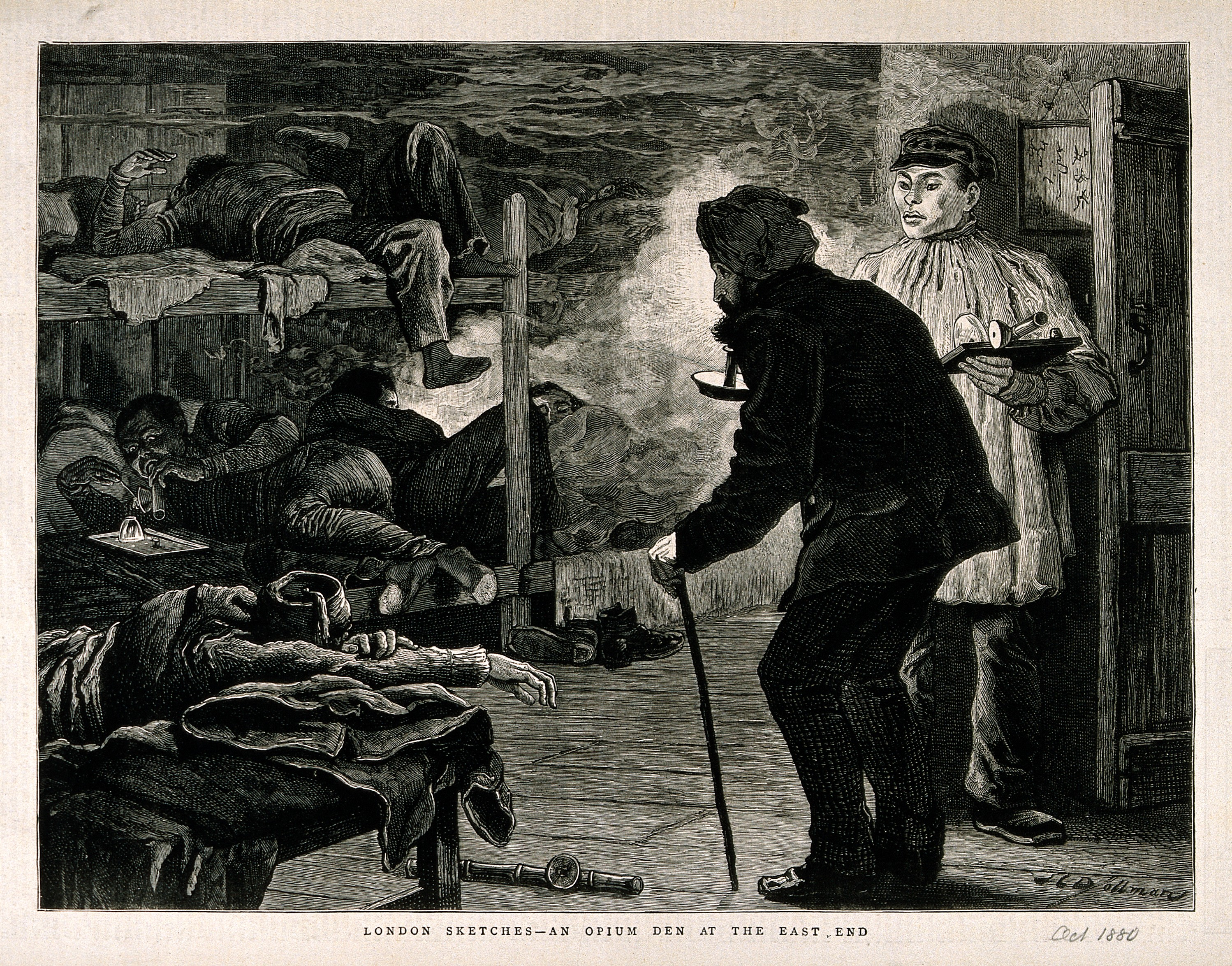
Опиумный притон в Ист-Энде, около 1880 года

Все это, а также нарастающее употребление опиума в самой Англии вынудило правительство Гладстона в 1893 году создать Королевскую комиссию по расследованию вопросов употребления опиума. Председателем комиссии был назначен граф Брасси. Доклад комиссии был опубликован в апреле 1895 года. По словам журналиста А. Т. Стэда, «если кратко передать содержание доклада, то в нём утверждается, что в лучшем из миров всё делается к лучшему и что производство опиума в Индии запретить невозможно, даже если бы и было желательно — но это нежелательно». Члены комиссии приняли решение, что нежелательно запрещать производство наркотика в колониальной Индии. Такие меры, будь они приняты, вызвали бы резкое неприятие со стороны местных жителей. Кроме того, опиум поддерживали и некоторые медики, считая, что не все жители употребляют его ради потакания своим прихотям и порокам, для многих людей он служит поддержкой в повседневной жизни. Но, несмотря на пронаркотические заявления ряда общественных деятелей, политика постепенного запрета опиума в Англии и её протекторатах всё же была произведена. Отношение к политике таких запретов характерно высказал в 1907 году вице-король Индии, заявив: «Я признаю, что вся тяжесть последствий, когда опиум объявят вне закона, ляжет на тех, кто употребляет его умеренно… но весь цивилизованный мир, несомненно, испытывает отвращение к растлевающему воздействию его чрезмерного употребления».

### Франция
В то же время во Франции развивалось параллельное употребление продуктов конопли — гашиша. Главными потребителями явились литераторы, которые даже в 1830—1840-х годах создали клуб любителей гашиша. Гашиш настолько быстро распространился в парижском обществе, что во время Парижского восстания в 1848 году смутьяны из студенческой среды прошли по улицам с плакатами, требуя свободной продажи конопли.
Кроме гашиша, популярность стремительно завоёвывал абсент, скрывавшимся от Французской революции в западной Швейцарии. Этот напиток завоевал популярность и использовался как стимулирующее средство во французской колониальной армии во время войн в Северной Африке, которые начались в 1830 году.
Однако очень скоро отношение общества к абсенту начало резко меняться, и в 1905 году абсент был запрещен в Бельгии, потом в других странах Европы и в США. Сильнее всего сопротивлялись промышленники и торговцы Франции, но и в этой стране производство и продажа абсента были запрещены.

### США
В правящих кругах европейских стран и США росло антинаркотическое движение, которое вылилось в 1909 году в созыв конференции по проблемам опиума в Шанхае. Основным идеологом антинаркотического движения того времени и пропагандистом созыва конгресса являлся Чарльз Генри Брент, епископ Епископальной церкви Филиппин. Американские делегаты, по инициативе  которых и президента Рузвельта и была созвана конференция, выступили с идеальных нравственных позиций. Конгресс поспешно принял закон о запрете опиума 1909 года, запрещавший импорт и запрет использования опия в США в немедицинских целях. Делегаты Шанхайской конференции, в которой, помимо США, участвовали также Россия, Франция, Австрия, Британия, Китай, Голландия, Персия, Португалия и Сиам, приняли обращение к правительствам мира с призывом постепенно ликвидировать курение опиума на своих территориях, запретить и поставить под жёсткий контроль производство, поставки и немедицинское использование опиума.
Употребление морфина вытеснило употребление опиума в США в конце XIX века, однако уже к 1910 году на смену морфию пришёл героин, тогда ещё не находившийся под запретом.
Пришедший к власти в 1969 году президент Ричард Никсон отличался радикальными взглядами на наркотическую проблему и остро критиковал правящий класс за мягкий взгляд на наркотики. Кроме того, он был обеспокоен употреблением наркотиков американской армией во Вьетнаме, считая это одной из причин поражения.
Кроме того, правление Никсона запомнилось американцам ужесточением санкций за сбыт и хранение наркотиков, в том числе и достаточно распространённого в США наркотика — марихуаны. Таким образом, США являлись долгое время локомотивом антинаркотической борьбы в мире. Однако следующее их решение фактически перечеркнуло все их заслуги. В 1979 году администрация Картера начала поставки оружия афганским моджахедам для борьбы против Советского союза. Проблема была в том, что закупка оружия происходила на деньги, вырученные от продажи опиума, чему активно помогало ЦРУ. И к 1980 году 60 % героина в США имело афганское происхождение.
Следующим борцом с употреблением наркотиков стал Президент США Рональд Рейган, под эгидой его жены Нэнси была начата общенациональная компания «Просто скажи нет» (англ. Just Say No). Бывший в 1985 году главой Федерального бюро по наркотикам Карлтон Тернер предложил ввести для наркодилеров смертную казнь.
Хотя борьба с наркотиками в США после отставки президента Никсона пошла на спад, в современном мире антинаркотические органы США очень активно используются как инструмент международной политики. Отделения антинаркотических структур есть во многих странах мира, где ведут активную политическую работу. После 1989 года борьба США с наркотиками заменила борьбу с СССР в рамках холодной войны. В настоящее время для атак на позиции наркобаронов используются даже войсковые спецоперации.

### Россия
В дореволюционные годы в России получили распространение морфий и кокаин. Употребление этих наркотиков было описано в произведениях М. А. Булгакова. Обычно наркоманами становились больные, которым вводили морфий в качестве обезболивающего. Во время революций и войн по этой же причине зависимость получали раненые. Кокаин считался «богемным» наркотиком и был популярен до 1920-х годов. Наркомания всё больше криминализировалась, поэтому шло её быстрое распространение в преступной среде. До 1956 года героин и наркотические психостимуляторы продавались в аптеках без рецепта. В 1956—1957 годах были приняты меры по ограничению их отпуска. Отдельным приказом героин был вообще запрещён в медицинской практике. С визитом в СССР известного психолога Станислава Грофа в 1964 году в научной среде возросла популярность психоделиков. Несмотря на ограничение обращения наркотических средств, они попадали в народную среду. Всплеск их употребления был замечен после введения антиалкогольных мер 1958 года. В аппарате А. И. Микояна был подготовлен законопроект об усилении борьбы с наркоманией. Однако он так и остался неопубликованным. В целом до середины 1980-х годов советская официальная статистика отрицала проблему наркомании в стране.

## Изобретение морфия и инъекционной иглы
Следующий виток распространению наркотиков принесло изобретение в 1803 году морфия, как продукта переработки опиума, а также изобретение в 1853 году Чарльзом-Габриэлем Правазом инъекционной иглы, что упростило его применение и усилило его действие, ибо наркотик теперь попадал сразу в кровь, минуя пищеварительный тракт. Кроме того, стало активно распространяться мнение, что морфин, в отличие от опиума, наркомании не вызывает, ибо наркомания обусловлена исключительно «свойством желудка». 

## Наркотики в Первой мировой войне
В это же время Европу завоевывал кокаин. К 1911 году употребление кокаина в Лондоне стало восприниматься как общественное явление. В 1915 году кокаиновая проблема заявила о себе в полный рост. Кокаин стал атрибутом жизни определённых слоев общества. К его действию активно прибегали проститутки и солдаты. Однако широкому распространению кокаина помешало начало Первой мировой войны. Военачальники, озабоченные тем, что кокаин подавляет волю, приняли все меры к его запрету. И 11 мая 1916 года было запрещено потребление кокаина и ещё ряда наркосодержащих веществ солдатами британской армии.

## Появление синтетических наркотиков
Следующий этап в применении наркотиков ознаменовался выделением из мексиканских кактусов в 1896 году вещества мескалина. А в 1919 году мескалин был получен химическим путём синтеза химиком Э. Спатом. Мескалин был первым галлюциногеном, который был получен как чистое вещество, доступное для изучения состояний «умственных иллюзий» и иных изменений чувственного восприятия, вызываемых химическим путём.
Кроме того, начали появляться и другие вещества, синтезируемые химическим путём, например, амфетамины, которые, по мнению исследователей, и вытеснили кокаин из применения. В 1940 году над Англией сбили немецкий самолет и обнаружили у лётчика несколько кусочков сахара, пропитанных амфетаминами. Сразу после этого Королевские ВВС начали изучать их действие для применения в боевых операциях, снятии усталости и поднятии работоспособности. Однако по второму пункту исследований согласия найдено не было. Несмотря на это амфетамины прочно прописались в военном деле. Во время Вьетнамской войны американские военнослужащие потребили больше амфетаминов, чем все британские и американские вооружённые силы, вместе взятые, во время Второй мировой войны.
Кроме того, употребление амфетаминов росло и в американском обществе. Водители грузовиков в 1930-х годах активно употребляли бензедрин («бенни» на жаргоне того времени) для повышения сопротивляемости усталости и поднятию работоспособности. Всё это продолжалось до кризиса сбыта амфетаминов, когда торговцы, поняв, что на этом можно сделать деньги, начали потихоньку сокращать предложение (при растущем спросе) и взвинчивать цены. Это привело к денежным проблемам у людей, регулярно употреблявшим амфетамины, что толкнуло многих из них на преступную стезю. Именно это, по мнениям некоторых исследований, привело к признанию употребления амфетаминов антисоциальным явлением. Им занялось Федеральное бюро по борьбе с оборотом наркотиков. Кроме того, есть мнение, что именно амфетамины, а отнюдь не каннабиноиды привели к всплеску употребления героина в США в 1950-х и в Европе в середине 1960-х годов. В результате всего этого, в конце концов, амфетамины попали под запрет.
Другим путём развивался наркотический андеграунд в Великобритании. Хотя расцвет моды на амфетамины и пришёлся на середину 1960-х годов, в Старом свете никогда не было на них такой моды, как в США. Преобладающим увлечением молодых англичан была конопля, и впоследствии новый синтетический наркотик LSD. Однако в конце 1967—1968 годов среди поклонников инъекций получило распространение новое, чрезвычайно вредное средство метиламфетамин (метедрин). В 1967 году некий врач из лондонского района Сохо, предвидя изменения в законодательстве, начал подменять им кокаин, который героиновые наркоманы использовали в качестве стимулятора. Опасным моментом являлся переход от перорального употребления амфетаминов к внутривенному.
Следующий этап в истории наркотиков ознаменовало случайное открытие Альбертом Хофманом в 1943 году нового синтетического наркотика диэтиламида лизергиновой кислоты (ЛСД). Он же стал первый человеком, опробовавшим действие на себе, а затем нескольких добровольцах. Вскоре ЛСД получил признание в среде американских психиатров, как вещество, полезное для применения в психотерапии. Тысячи людей принимали LSD для исследования своего «Я», а также в лечебных целях. Однако вскоре новым препаратом заинтересовались спецслужбы, в частности директор ЦРУ США Аллен Даллес в 1953 году санкционировал проведение секретной исследовательской программы по контролю над разумом под названием «МК-Ультра». Суть программы заключалась во введении в течение 75 дней больших доз заключённым специальной тюрьмы для наркоманов.
Начиная с 1962 года ЛСД подвели под закон, по которому все использования этого вещества должны были быть санкционированы Управлением контроля качества продуктов и лекарств (FDA), и фактически поставили его вне закона. С 1963 года официально эксперименты с использованием ЛСД были прекращены. Официально же вещество было запрещено в США с 1966 года. Примеру США вскоре последовала Европа.
Все эти меры превратили ЛСД из средства для околонаучной психиатрической практики в наркотик для малообразованных слоёв населения. В связи с дискредитацией вещества большинство его апологетов вскоре отвернулись от его использования и некоторые даже стали его активными противниками. С 1968 года продажа ЛСД стала считаться преступлением, а его хранение — правонарушением.
В 2006 году началась реализация курительных смесей на основе синтетического каннабиноида JWH-018 (см.: Spice (курительная смесь)).

## Альтернативное решение проблемы
Однако в современном мире существует и другой взгляд на проблему наркотиков. Первая кофейня, лицензированная на торговлю марихуаной, появилась в Амстердаме в 1978 году, и в настоящее время в Нидерландах насчитывается около полутора тысяч подобных заведений. В результате разделения поставщиков героина и марихуаны (чёрный рынок которой в Нидерландах фактически исчез) уровень потребления героина в Нидерландах меньше, чем, например, в Британии.
В январе 2013 года межпартийная группа палаты лордов Великобритании обнародовала доклад, базирующийся на мнении тридцати одного эксперта и организаций, таких, как Ассоциация руководителей полиции и Консультативный совет по вопросам злоупотреблений наркотиками, в котором утверждалось, что хранение и употребление всех наркотиков должно быть декриминализировано, а наименее опасные наркотические препараты должны легально продаваться в получивших специальную лицензию магазинах. Палата лордов обратила внимание правительства, что после принятия аналогичных мер по декриминализации употребления и хранения наркотиков в Португалии число молодых наркоманов в стране уменьшилось. В докладе, в частности, говорится, что закон, принятый в Великобритании в 1971 году, «…отчаянно нуждается в реформе».  Глава парламентской группы баронесса Мичер заявила, что «…на данный момент молодым людям ежегодно продают 60 миллионов таблеток экстази. Вся торговля идет через преступные группировки и незаконных торговцев… если молодые люди все равно будут покупать эти вещи, не лучше ли, чтобы они точно знали, что покупают? Если эти вещества будут поставляться по законным каналам, то молодые люди будут в относительной безопасности…». Впрочем, британское правительство ещё в преддверии обнародования доклада заявило, что не собирается менять действующее в Британии законодательство в сторону его смягчения, отрицая то, что действующая политика запретов и наказаний «не работает».